# Salt de la Pixera
El salt de la Pixera és un salt d'aigua del terme municipal de Capafonts (Baix Camp). Està situat a la serra dels Motllats dins de les muntanyes de Prades. Té uns 40 metres d'alçària.
Es tracta d'un salt conegut pel fenomen que s'hi produeix quan bufa vent en contra del corrent de l'aigua. Tot i que durant la majoria de l'any no hi cau aigua, quan hi ha un període pluges i l'aigua arriba a l'extrem del salt, el vent de mestral, molt comú al Camp de Tarragona, empeny el corrent contra direcció de la caiguda i precipita l'aigua vaporitzada al voltant de la part superior. En conjunció amb temperatures baixes es produeix gran quantitat de gebre.